# Liste der RKDB-Burschenschaften
In dieser Liste der RKDB-Burschenschaften werden die aktuellen und ehemaligen Mitgliedsverbindungen des Ringes Katholischer Deutscher Burschenschaften (RKDB) sowie des damit eng verbundenen Ringes katholisch akademischer Burschenschaften (RKAB) aufgeführt.

## Mitgliedsverbindungen des RKDB

### Aktuelle Mitglieder

#### Aktive Mitglieder
Folgende Burschenschaften haben eine Aktivitas und eine Altherrenschaft:
|  |
|  |
|  |
|  |
|  |
|  |

|  |
|  |
|  |

|  |
|  |
|  |

#### Inaktive Mitglieder
Folgende Burschenschaften haben eine Altherrenschaft, aber keine Aktivitas mehr:
|  |
|  |
|  |

|  |
|  |
|  |

|  |
|  |
|  |

|  |
|  |
|  |

|  |
|  |
|  |

|  |
|  |
|  |

|  |
|  |
|  |
|  |
|  |

|  |
|  |

|  |
|  |
|  |

|  |
|  |
|  |
|  |

|  |
|  |
|  |

|  |
|  |

### Ehemalige Mitglieder
|  |
|  |
|  |

|  |
|  |
|  |

|  |
|  |
|  |

|  |
|  |
|  |

|  |
|  |
|  |

|  |
|  |
|  |

|  |
|  |
|  |

|  |
|  |
|  |
|  |
|  |

|  |
|  |
|  |
|  |
|  |
|  |

|  |
|  |
|  |
|  |

|  |
|  |
|  |

|  |
|  |
|  |

|  |
|  |
|  |
|  |
|  |
|  |

|  |
|  |
|  |

|  |
|  |
|  |
|  |
|  |
|  |
|  |

|  |
|  |
|  |

|  |
|  |
|  |
|  |

|  |
|  |
|  |

### Befreundete Verbindung
CStV Unitas Hildburghausen zu Wuppertal

## Mitgliedsverbindungen des RKAB

### Aktive Vollmitglieder
Folgende Burschenschaften haben eine Aktivitas und eine Altherrenschaft:
|  |
|  |
|  |

|  |
|  |
|  |

### Passive Vollmitglieder
Folgende Burschenschaften haben eine Altherrenschaft, aber keine Aktivitas mehr:
|  |
|  |
|  |

|  |
|  |
|  |

|  |
|  |
|  |

### Ehemalige Mitgliedsverbindungen
| Name        | Sitz | Gründung | Farben                                    | Rangfolge | Wahlspruch          | Anmerkungen                                            |
| ----------- | ---- | -------- | ----------------------------------------- | --------- | ------------------- | ------------------------------------------------------ |
| KDB Vedunia | Wien | 1960     | \| \| \| \| \| \| dunkelrot-weiß-hellblau | 31        | Furchtlos und treu! | Gründungsmitglied 1965, bis dahin im RKDB, suspendiert |
|             |      |          |                                           |           |                     |                                                        |
|             |      |          |                                           |           |                     |                                                        |
|             |      |          |                                           |           |                     |                                                        |